# Бек, Кимберли
Ки́мберли Бек (англ. Kimberly Beck; род. 9 января 1956, Глендейл, Калифорния) — американская актриса кино и телевидения, менее известна как актриса озвучивания.

## Биография
Кимберли Бек родилась 9 января 1956 года в городе Глендейл (штат Калифорния, США). Мать — Синди Роббинс (род. 1937), актриса, сценаристка и продюсер; об отце информации нет. Отчим — певец и актёр Томми Леонетти (1929—1979), девушка иногда выступала как певица вместе с ним.
Начала сниматься в возрасте двух лет, появилась в 1958 и 1959 годах в двух кинофильмах (без указания в титрах). После небольшого перерыва в 1963 году вернулась в кино, стала сниматься регулярно, преимущественно в телесериалах. Активно снималась до 1999 года, появившись за это время в семи десятках фильмов и сериалов; в 2009 и 2022 годах разово возвращалась в профессию, выступив актрисой озвучивания в двух малоизвестных картинах.

### Личная жизнь
Бек была замужем дважды:
- Уильям Бэррон Хилтон, никак не связан с кинематографом. Брак заключён 13 мая 1978 года, 1 февраля 1985 года последовал развод.
- Джейсон Кларк, продюсер. Брак заключён 28 декабря 1988 года, у пары двое детей[5].

## Избранная фильмография

### Широкий экран
- 1968 — Твои, мои и наши[англ.] / Yours, Mine and Ours — Джанетт Норт
- 1976 — Убийство в школе[англ.] / Massacre at Central High — Тереза
- 1979 — Роллер Буги[англ.] / Roller Boogie — Лейна
- 1984 — Пятница, 13-е — Часть 4: Последняя глава / Friday the 13th: The Final Chapter — Триш Джарвис[6]
- 1987 — Горничная на заказ[англ.] / Maid to Order — Ким
- 1988 — Голубая бездна / Le Grand Bleu[7] — Салли[8]
- 1988 — Полуденный кошмар[англ.] / Nightmare at Noon — Чери Гриффитс
- 1988 — Посланник смерти / Messenger of Death — Пити Бичем
- 1990 — Под чужим именем / False Identity — Синди Роджер
- 1991 — Приключения в городе динозавров[англ.] / Adventures in Dinosaur City — шансонетка
- 1992 — Замороженные вклады / Frozen Assets — озвучивание
- 1993 — Убить Зои / Killing Zoe — покупательница (клиентка)[9]
- 1996 — День независимости / Independence Day — домохозяйка

В титрах не указана
- 1958 — Пуск торпеды[англ.] / Torpedo Run — Диди Дойл
- 1959 — История агента ФБР[англ.] / The FBI Story — Дженни Хардести в возрасте двух лет
- 1963 — Ухаживание отца Эдди[англ.] / The Courtship of Eddie's Father — массовка
- 1964 — Марни / Marnie — Джессика «Джесси» Коттон
- 1988 — Пятница, 13-е — Часть 7: Новая кровь / Friday the 13th Part VII: The New Blood — Триш Джарвис[10]

### Телевидение
- 1964 — Театр саспенса Крафта[англ.] / Kraft Suspense Theatre — девочка (в эпизоде A Lion Amongst Men)
- 1965 — Семейка монстров / The Munsters — девочка (в эпизоде Lily Munster — Girl Model[англ.])
- 1965—1966 — Пейтон-Плейс / Peyton Place — Ким Шустер[англ.] (в 34 эпизодах)
- 1966 — Вирджинец[англ.] / The Virginian — Лора Тедлер (в эпизоде The Return of Golden Tom[англ.])
- 1966 — Я мечтаю о Джинни[англ.] / I Dream of Jeannie — Джина (в эпизоде My Master, the Author)
- 1969 — Земля великанов[англ.] / Land of the Giants — девочка-великанша (в эпизоде The Bounty Hunter[англ.])
- 1969 — Три моих сына[англ.] / My Three Sons — Сьюзан Кроуфорд (в эпизоде Two O'Clock Feeding)[11]
- 1971 — Бонанза / Bonanza — девушка (в эпизоде A Time to Die[англ.])
- 1971, 1973 — Семейка Брейди / The Brady Bunch — разные роли (в 2 эпизодах[англ.])
- 1975 — Адам-12[англ.] / Adam-12 — Джо Энн Томпсон (в эпизоде Something Worth Dying For: Part 2[англ.])
- 1976—1977 — Богач, бедняк: Книга 2[англ.] / Rich Man, Poor Man Book II — Диана Портер (в 15 эпизодах)
- 1977 — Восьми достаточно / Eight Is Enough — Нэнси Брэдфорд (в эпизоде Never Try Eating Nectarines Since Juice May Dispense)
- 1977 — Убийство в Пейтон-Плейс[англ.] / Murder in Peyton Place — Бонни Бюлер
- 1977 — Тайны братьев Харди и Нэнси Дрю[англ.] / The Hardy Boys / Nancy Drew Mysteries — Сью (в эпизоде Acapulco Spies)
- 1978 — Пляж Зума[англ.] / Zuma Beach — Кэти
- 1979 — Б. Дж. и Медведь[англ.] / B. J. and the Bear — Синди Смит (в эпизоде Shine On)
- 1979 — Остров фантазий / Fantasy Island — Синди (в эпизоде Cornelius and Alphonse / The Choice[англ.])
- 1979 — Бак Роджерс в XXV веке / Buck Rogers in the 25th Century — Элисон Майклс (в эпизоде Cruise Ship to the Stars)
- 1980 — Злоключения шерифа Лобо[англ.] / The Misadventures of Sheriff Lobo — Вики Бауэрс (в эпизоде The Luck of the Irish)
- 1982 — Мэтт Хьюстон[англ.] / Matt Houston — Лори «Дикая Кошка» (в эпизоде X-22)
- 1982 — Главный госпиталь / General Hospital — Саманта Ливингстон (в эпизоде 17 декабря)
- 1982—1983 — Капитолий[англ.] / Capitol — Джули Клегг (в 23 эпизодах)
- 1983 — Вебстер[англ.] / Webster — Молли (в эпизоде The Green-Eyed Monster[англ.])[12]
- 1984 — Ти Джей Хукер / T. J. Hooker — Линда Стивенс (в эпизоде Death on the Line[англ.])
- 1985 — Охотник / Hunter — Марлин (в эпизоде The Beach Boy[англ.])
- 1986 — Детектив Майк Хаммер[англ.] / Mickey Spillane's Mike Hammer — Лайза Бёрнетт (в эпизоде Mike's Baby)
- 1986—1987 — Династия / Dynasty — Клэр Прентайс (в 4 эпизодах[англ.])
- 1987 — Закон Лос-Анджелеса / L.A. Law — Нэнси Тритчлер (в эпизоде December Bribe)
- 1991 — 100 жизней Дикого Чёрного Джека[англ.] / The 100 Lives of Black Jack Savage — Конни (в эпизоде For Whom the Wedding Bells Toll)
- 1991 — Комиссар полиции[англ.] / The Commish — Мишель Карвер (в эпизоде Behind the Storm Door)
- 1992 — В лесной чаще[англ.] / In the Deep Woods — Марго Дженнер
- 1994 — Ультрамен: Абсолютный герой / Ultraman: The Ultimate Hero — Пэтти Миллер (в эпизоде A Father's Love (Jamra))